# Daïra de Si Mahdjoub
La daïra de Si Mahdjoub est une circonscription administrative algérienne située dans la wilaya de Médéa et la région du Titteri. Son chef-lieu est situé sur la commune éponyme de Si Mahdjoub.
La daïra regroupe les trois communes de Si Mahdjoub, Ouled Bouachra et Bouaichoune.
.